# Harrison Cleary
Harrison Thomas Cleary (* 9. Dezember 1997) ist ein US-amerikanischer Basketballspieler.

## Laufbahn
Cleary spielte im US-Bundesstaat Wisconsin in seinem Heimatort Oak Creek an der Oak Creek High School und verließ diese als bester Korbschütze in der Geschichte der Schulmannschaft. Von 2016 bis 2020 studierte und spielte er an der University of Minnesota Crookston in der zweiten NCAA-Division. Auch dort stellte Cleary Höchstwerte auf. Seine 2846 erzielten Punkte und der Durchschnitt von 23,7 Punkten je Begegnung brachten ihm den ersten Platz in der ewigen Korbschützenliste der University of Minnesota Crookston ein. Clearys 435 Korbvorlagen, seine 311 getroffenen Dreipunktwürfe und seine mittlere Einsatzzeit von 37,7 Minuten je Begegnung zählten ebenfalls zu den Bestwerten, die er während seines vierjährigen Aufenthalts an der Hochschule aufstellte. Cleary erlangte einen Hochschulabschluss im Fach Sportmanagement.
Er begann seine Laufbahn als Berufsbasketballspieler beim spanischen Zweitligaverein Tau Castelló. Nach fünf Spielen (2,6 Punkte je Begegnung) trennte man sich im Dezember 2020. Cleary erhielt im Januar 2021 von Castellós Ligakonkurrent CB Almansa einen auf einen kurzen Zeitraum begrenzten Vertrag, schaffte in vier Einsätzen (0,5 Punkte je Begegnung) aber auch nicht den Durchbruch. Im selben Land stand der US-Amerikaner während der Saison 2021/22 unter Vertrag, erzielte für den Drittligisten CD Carbajosa de la Sagrada in sieben Ligaspielen einen Mittelwert von 15,1 Punkten, ehe ihn eine Verletzung an der Schulter zur Pause zwang. Er musste eine Schulteroperation vornehmen lassen.
In der Sommerpause 2022 wurde Cleary vom deutschen Drittligisten SC Rist Wedel verpflichtet. Er erhielt ein Zweitspielrecht für die Hamburg Towers, wurde von dem Verein in der Basketball-Bundesliga sowie im europäischen Vereinswettbewerb EuroCup eingesetzt. Bei Rist Wedel war er in der Saison 2022/23 mit einem Mittelwert von 23,9 Punkten je Begegnung der beste Korbschütze der 2. Bundesliga ProB.
Im Juni 2023 gab der finnische Erstligist Lahti Basketball Clearys Verpflichtung bekannt. Mit 22,9 Punkten je Begegnung stand er im Spieljahr 2023/24 an der Spitze der Korbjägerliste der Korisliiga, wurde mit Lahti jedoch Tabellenletzter. Cleary wechselte während der Sommerpause 2024 zum BK VEF Rīga nach Lettland. 2025 gewann er mit der Mannschaft den Meistertitel in der estnisch-lettischen Liga Est-Lat-BL. In 31 Einsätzen in der Spielklasse erzielte Cleary im Durchschnitt 15,1 Punkte.
Zur Saison 2025/26 wechselte er zu Neptūnas Klaipėda nach Litauen.